# Казарми півострова
Казарми півострова (англ. Peninsula Barracks) — це група військових будівель у Вінчестері, Гемпшир.

## Історія
Казарми, які спочатку були відомі як Верхні казарми, Вінчестер, були побудовані на початку 20-го століття на місці Королівського будинку, недобудованого палацу, спроєктованого сером Крістофером Реном для Карла II, який використовувався як казарми з 1794 року до того, як був знищений пожежею в 1894 році. Деякі частини казарм залишаються будівлями, що охороняються як пам'ятки II ступеня, включаючи штаб-квартиру Зелених мундирів і Музей Королівських зелених мундирів (стрільців), Гімназію, Головні в'їзні ворота, Ворота та флангові огорожі та стовпи, Музей Королівських гусарів (колишні склади міліції), Східний блок, Вартову кімнату, Каплицю та Школу, Блок Монса, Північний блок, Сарай для навчання зброї та Західний блок. Казарми стали складом Королівського корпусу стрільців короля та Стрілецької бригади у 1858 році.
Згодом казарми стали регіональним центром підготовки піхоти як склад Бригада зелених мундирів у 1960 році. Назва казарм була змінена з Верхніх казарм, Вінчестер, на Казарми півострова в 1964 році. 1-й полк зелених мундирів (43-й і 52-й) повернувся до казарм 21 квітня 1964 року з табору Бушфілд, поблизу Вінчестера, куди вони переїхали в 1961 році. 22 травня 1964 року генерал сер Джеральд Летбері, полковник-комендант 1-го полку зелених мундирів (43-й і 52-й), а також генерал-квартирмейстер військ, до обов'язків якого входили всі армійські будівлі, провів перший випускний парад у відбудованих казармах. Принц Річард, герцог Глостерський, головний полковник 3-го полку зелених мундирів, офіційно відкрив нові казарми 28 травня 1965 року. Казарми були закриті в 1985 році, а військова підготовка була перенесена до казарм сера Джона Мура.
У 1994 році Міністерство оборони продало більшу частину казарм під приватні квартири, залишивши частину простору для Військові музеї Вінчестера, комплексу музеїв, які згруповані, але працюють окремо. У казармах також розміщується штаб-квартира полку стрільців, і штаб-квартира полку (Південь) Королівських гусарів[уточнити].